# Dungkar Lobsang Trinley
Dungkar Lobsang Trinley (Nyingtri, 1927 - Los Angeles, 21 juli 1997) was een Tibetaans geschiedkundige, boeddholoog en tibetoloog en een leidend persoon in Tibet.
Trinley werd op vierjarige leeftijd erkend als de achtste reïncarnatie van de lama van het klooster Dungkhar in Nang (Nyingtri). Niettemin verliet hij op latere leeftijd het kloosterleven, waarop jaren van gedwongen werk volgden tijdens de Culturele Revolutie (1966-76).
Trinley groeide in aanzien vanwege zijn bijdragen als boeddhistisch wetenschapper en geschiedkundige van het marxisme.

## Kritiek op en uit Peking
Trinley ontving hevige kritiek van de Chinese autoriteiten vanwege de leidende rol die hij innam als bepleiter van het onderwijs in de Tibetaanse taal. Volgens de Londense Tibet Information Network was Dungkar aan het eind van 1993 driest uitgevaren tegen het beleid uit 1992 uit Peking dat voorzag in het terugdraaien van Tibetaanse autonomie in culturele zaken. Trinley had gezegd dat het onthouden van onderwijs in het Tibetaans gelijkstond aan de promotie van de culturele assimilatie van Tibet in China.
Dungkar Lobsang Trinley had drie maanden voor zijn dood toestemming gekregen naar Los Angeles te gaan voor medische behandeling, gezien hij aan kanker leed. Enkele dagen voor zijn dood hadden enkele Tibetaanse geschiedkundigen van de Tibet-universiteit felle kritiek gekregen van Chen Kuiyuan, de partijsecretaris van de Tibetaanse afdeling van de Communistische Partij, die hen quasi-separatisten noemde omdat ze bepleitten dat religie onderdeel moest uitmaken van het Tibetaanse lesmateriaal.